# Зана Нимани
Зана Нимани е югославска певица, водещ вокал на поп рок групата „Зана“ (наречена на нея) и настояща юристка.
В България е известна предимно с песента „Рукују се, рукују“ (на български: Ръкуват се, ръкуват). Племенница е на участника в югославското народоосвободително движение Джавид Нимани.

## Биография
Зана се ражда през септември 1961 година в белградската болница „Драгиша Мишович“. Нейните родители са косовски албанци от Дяково. Баща ѝ („поне се надявам да е той“ казва певицата) отвежда нея и майка ѝ в семейното им гнездо. Родителите започват да работят и затова се налага малката Зана да отиде при баба си и дядо си, които я водят на море всяка година. Днес Зана признава, че все пак не е била любимото дете заради по-големия от нея с пет години брат: „Знаете как е, той беше първо внуче, при това мъжко.“
Израства в белградския квартал Неимар. Зана и брат ѝ споделят голяма част от живота си със своите баба и дядо, защото родителите им са често на път. Важна личност в живота ѝ става учителят ѝ по музика Милутин Баскич, за когото сега се сеща с обич. Той ръководи хора на основно училище „Свети Сава“, в което учи Зана. За да започне да учи в основното училище, Зана е трябвало да напусне баба си и дядо си и да се върне в бащиния дом, което приема не толкова положително.
Поставя начало на музикалната си кариера като девойка. През 1976 година се включва в група „Сутон“. В последната свирел на китара тогавашният ѝ приятел Радован Йовичевич. След 3 години групата е преименувана на нея. Дебютният им албум „Лоше вести уз реге за пивску флашу“ е издаден през 1981 година и им носи популярност в рамките на страната им. Следващите „Додирни ми колена“ от 1982 година и „Натраг на воз“ от 1983 година също се радват на добър отзвук. През 1985 година обаче певицата решава да напусне групата поради разногласия, за да преследва солова кариера.
Единствения си солов албум издава през 1986 година под наслова „Ноћас певам само теби“. Той е записан в Швеция, а за реализацията му допринасят и шведски музиканти. Продуциран е от Тини Варга, който е автор на някои от песните, а по-късно става неин съпруг. Други автори в този албум са самата Зана и бивши членове на група „Зана“: Марина Туцакович, Александър Радулович-Фута и Богдан Драгович. Сред по-важните песни от албума са „Што не знам где си сад“ и „Мишко зна“. Същата година участва в Международния панаир на музиката (Међународни сајам музике) с песента „Ружа на длану“, която е издадена и като сингъл.
Завършва правен факултет и се оттегля от сцената.

## Семейство
Зана има зад гърба си неуспешни бракове – с Тини Варга и Дарко Камарит. През 1991 година ѝ се ражда дъщеря от съпруга ѝ Джордже Шишкин, която наричат Теа. През 1993 година, със зараждането на политическа криза и военни конфликти в Югославия, се премества заедно със съпруга си и дъщеря си в Торонто, Канада, където остава до наши дни. Там тя се занимава с юридическа дейност, но никога повече с пеене. Сръбските медии разпространяват твърдение, че е в лошо здравословно състояние: въпреки обаче че наистина има проблем с наднорменото тегло, Зана е щастлива и отдадена на семейството си.